# (34748) 2001 QN93
2001 QN93 (asteroide 34748) é um asteroide da cintura principal. Possui uma excentricidade de 0.01701040 e uma inclinação de 22.51912º.
Este asteroide foi descoberto no dia 22 de agosto de 2001 por LINEAR em Socorro.